# Netiporn Sanesangkhom
Netiporn Sanesangkhom (tai: เนติพร เสน่ห์สังคม)  (Bangkok, 8 d'agost de 1995 - Thammasat University Hospital, 14 de maig de 2024), més coneguda com a Bung ( บุ้ง ), va ser una activista política tailandesa per la reforma de la monarquia. Inicialment va participar en protestes amb el Comitè de Reforma Democràtica Popular (PDRC), vinculat a la dreta. No obstant això, després de conèixer la repressió de les protestes de les Camises Vermelles durant les protestes de 2010 a Ratchaprasong, es va convertir en un activista antimonàrquica.